# Jean-Raimond Pacho
Jean-Raimond Pacho (geb. 3. Januar 1794 in Nizza; gest. 26. Januar 1829 in Paris) war ein französischer Forschungsreisender und Literat, der in den Jahren 1824 und 1825 unter dem Vizekönig von Ägypten sowie osmanischen Pascha Muhammad Ali die Möglichkeit hatte, die Libysche Wüste zu erforschen.

## Leben und Werk
Jean-Raimond Pacho wurde 1794 in Nizza geboren. Sein Vater war ein reicher und geachteter Handelsmann, er wurde jedoch schon in frühester Jugend Waise, woraufhin ihn sein Vormund in das Collège von Tournon (Dép. Ardèche) schickte. 1814 verließ er das Collège und begab sich nach Nizza, um sein väterliches Vermögen in Empfang zu nehmen. Er unternahm eine Italienreise, verweilte in Turin und kam 1816 nach Paris, das er 1818 verließ. Danach ging er nach Alexandria, wo sein älterer Bruder etabliert war. Da seine Lebenswünsche hier nicht in Erfüllung gingen, kehrte er nach Paris zurück, wo er sich mit Porträtmalen, teils mit Ausarbeitung verschiedener Artikel für literarische Journale beschäftigte. Hierauf ging er ein zweites Mal nach Ägypten, um einen neuen Versuch zu unternehmen, das Innere des Landes zu bereisen. Zwei Fabrikdirektoren des Vizekönigs verschafften ihm nacheinander (allerdings mit einer Unterbrechung) die finanzielle Möglichkeit zu reisen.
Pacho durchstreifte die Libysche Wüste allein und entdeckte dort die Ruinen der verlassenen antiken Zivilisationen. Er machte archäologische Stätten wie Leptis Magna und Apollonia ausfindig, die zu den bedeutendsten der Welt zählen. Auf seiner Reise konnte er auch die Sitten und die Sprache der lokalen Bevölkerung beobachten.

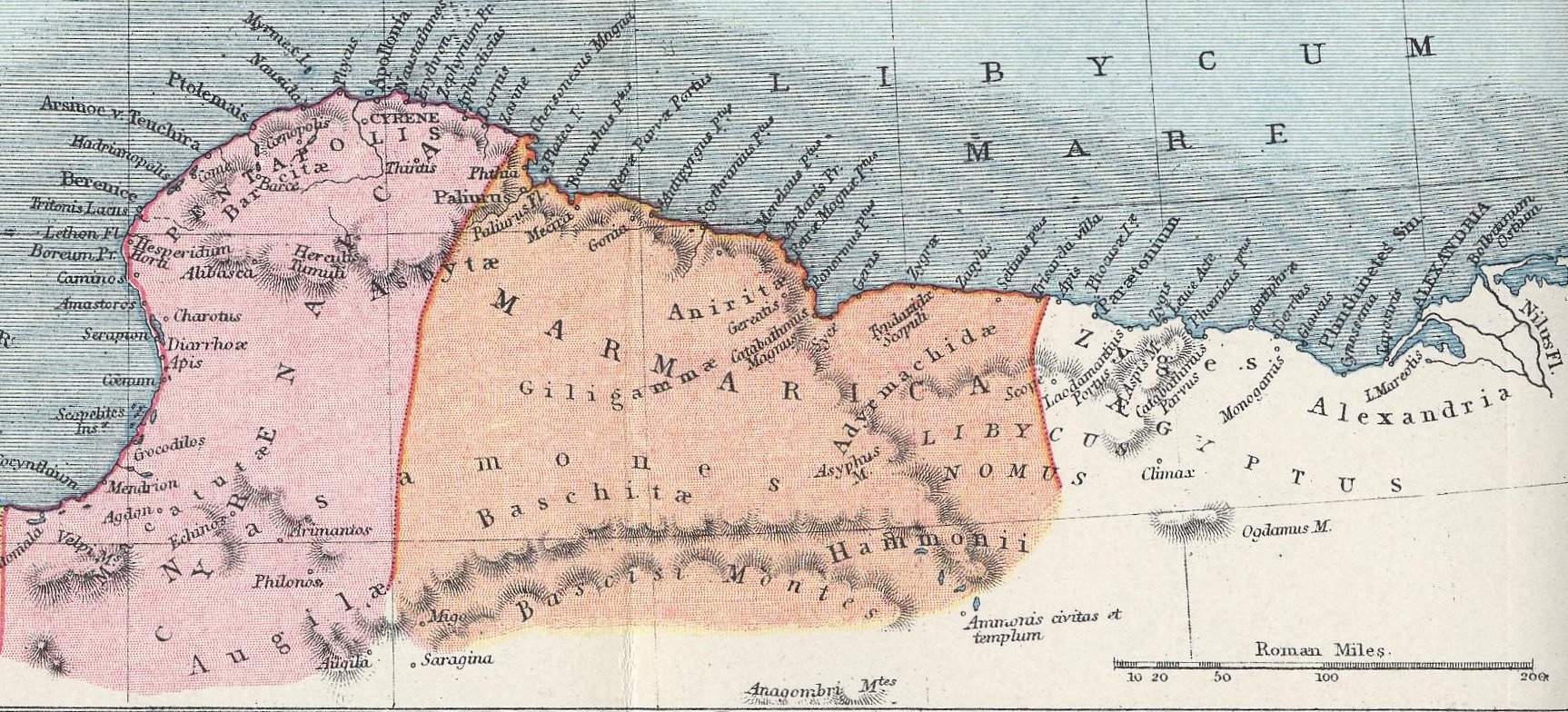
Karte von Kyrenaika und Marmarica in der römischen Zeit (Samuel Butler, 1907)

Über seine Reise vom 3. November 1824 bis 17. Juli 1825 schrieb Pacho einen Reisebericht, der unter dem Titel Relation d’un Voyage dans la Marmarique, la Cyrénaïque, et les Oasis d’Audjelah et de Maradèh (Bericht über eine Reise durch Marmarica, Kyrenaika und die Oasen von Audschila und Marada) veröffentlicht wurde (der Textband erschien 1827, der Tafelband 1829), worin er über die umfangreiche archäologische Erkundung berichtet, mit einer ersten detaillierten Beschreibung der Küsten des heutigen Libyen und seiner damals wenig bekannten Oasen im Landesinneren, für die Pacho einen Preis der französischen Société de Géographie erhielt. Die Tafeln des 1829 erschienenen Tafelbandes zeigen Ansichten und Pläne von Moscheen, antiken Tempeln, Festungen und anderen Bauwerken und verzeichnen auch die epigraphischen Funde, die mit Kyrene und anderen antiken Siedlungen in Verbindung gebracht werden. Ferner liefert die Publikation ein Wörterbuch der arabischen Ortsnamen und des Dialektes der Bewohner der Audschila-Oase.
Mit seinem Besuch in der Kyrenaika von 1824 bis 1825 gilt er „zweifellos [als] der kühnste und zuverlässigste unter den Reisenden“ Anfang des 19. Jahrhunderts.
Sein Reisewerk war jedoch kein großer Verkaufserfolg, da Pacho trotz des anfänglichen akademischen Beifalls aus vielfachen Gründen in eine Depression fiel, die ihn im Alter von 35 Jahren in den Selbstmord trieb. Auch der Sturz von König Karl X., dem der Band gewidmet war, wirkte sich negativ auf seine Verbreitung aus. Sein Werk wurde von den Gelehrten in ganz Europa und sogar in seinem Heimatort schnell vergessen.
Bei einer britischen Auktion 2009 wurden die beiden Bände für zusammen 14.375 GBP versteigert.
Der in Algerien geborene französische Philosoph und Schriftsteller Jean-Marie Blas de Roblès hat den Versuch unternommen, Libyen auf den Spuren Pachos zu bereisen, wobei er den Leser gleichzeitig zu den griechischen und karthagischen Wurzeln Libyens führt. Sein Buch ist in der von Jean Malaurie herausgegebenen Reihe Terre humaine erschienen.

## Ausgaben des Reisewerks
- Jean Raymond Pacho: Relation d’un Voyage dans la Marmarique, la Cyrénaïque, et les Oasis d’Audjelah et de Maradèh. Firmin Didot, Paris 1827–1829 (Digitalisat Textband; Tafelband).
  - Nachdruck: Jean Raymond Pacho: Relation d’un voyage dans la Marmarique, la Cyrénaïque et les oasis d’Audjelah et de Maradeh. Planches.  (Université de Paris-Sorbonne IV, Centre de recherches sur la Libye antique, Etudes libyennes, Nr. 1). J. Laffitte, Marseille 1979
  - digitale Ausgabe: Jean-Yves Empereur (Hrsg.): Les grandes expéditions scientifiques du XIXe siècle numérisées. Band 5: Voyage dans la Marmarique, la Cyrénaïque et les oasis d’Audjelah et Maradèh. Éditions Harpocrate, Paris 2012, ISBN 978-2-9526351-4-1.